# Gat de Bengala
|  | Per a altres significats, vegeu «Bengala (gat)». |

El gat de Bengala (Prionailurus bengalensis) és un petit fèlid salvatge del sud-est asiàtic i el subcontinent indi. Se'n coneixen onze subespècies repartides pel seu vast àmbit de distribució. En algunes llengües se'l coneix com a gat lleopard, a causa de la seva semblança física amb el lleopard. Tanmateix, la relació d'aquestes dues espècies és més aviat distant.

## Descripció física
El gat de Bengala té la mida d'un gat domèstic, encara que és més esvelt i té les potes més llargues i unes ben definides membranes entre els dits. El seu cap petit està marcat amb dues ratlles fosques i té el musell blanc, curt i estret. Té dues línies fosques que van des dels ulls fins a les orelles, i petites ratlles blanques que van des dels ulls fins al nas. La part posterior de les seves orelles relativament llargues i arrodonides és de color negre i té una taca blanca central. Els cos i les extremitats estan marcats amb taques negres de diferent mida i color, i al llarg de l'esquena hi ha de dos a quatre fileres de taques allargades. La cua fa aproximadament la meitat de la longitud del seu cos i té uns pocs anells difuminats prop de la punta negre. El color de fons del seu pelatge és marró vermellós, amb el pit i el ventre blanquinosos. En la seva àmplia àrea de distribució, el seu pelatge pot variar tant en coloració com en la mida de les taques, així com en la mida del cos i el seu pes, que inicialment es va creure que es tractava de diferents espècies. El color del seu pelatge és marró groguenc a les poblacions meridionals, mentre que és de color gris plata pàl·lid a les més septentrionals. Les marques negres poden ser simplement taques, rosetes, o fins i tot fileres de punts, depenent de la subespècies. Als tròpics, el gat de Bengala pesa entre 0,55 i 3,8 quilograms, té una longitud del cos i el cap entre 38,8 i 66 centímetres, i una cua entre 17,2 i 31 centímetres. Al nord de la Xina i Sibèria, pesa fins a 7,1 quilograms i té una longitud del cos i el cap de fins a 75 centímetres. En aquestes regions generalment augmenten de pes abans de l'hivern i s'aprimen fins a la primavera. L'alçada a les espatlles és d'aproximadament uns 41 centímetres.

## Hàbitat i distribució
El gat de Bengala és el petit felí asiàtic més àmpliament distribuït. La seva àrea de distribució s'estén des de l'óblast de l'Amur, a l'Extrem Orient Rus, fins a la península de Corea, la Xina, Indoxina, el subcontinent indi, a l'oest fins al nord del Pakistan, i al sud fins a les Filipines i les illes de la Sonda d'Indonèsia. Se'l pot trobar en zones d'ús agrícola, encara que prefereixen hàbitats boscosos. Viuen en boscos tropicals de fulla perenne i plantacions al nivell del mar, i a boscos tropicals caducifolis i boscos de coníferes als peus de l'Himàlaia fins als 1.000 metres d'alçada.
 El 2009, es va fotografiar un gat de Bengala a 3.254 metres d'altitud al Parc Nacional Makalu Barun, al Nepal. Com a mínim sis individus viuen en aquesta zona, la qual està poblada de rododèndrons, roures i aurons. Al nord-est del seu àrea de distribució viu prop de rius, valls i boscos de les rambles, encara que eviten les zones amb més de 10 centímetres de neu. Són rars a les zones àrides sense arbres del Pakistan.
A la Reserva Natural de Tabin, a Sabah, el gat de Bengala té un territori mitjà de 3,5 km². A la Reserva Natural de Phu Khieu, a Tailàndia, es van col·locar radio-collarets a 20 gats de Bengala entre 1999 i 2003. Els territoris dels 14 mascles van variar entre 2,2 i 28,9 km², mentre que els de les 6 femelles variaven entre 4,4 i 37,1 km².

## Comportament

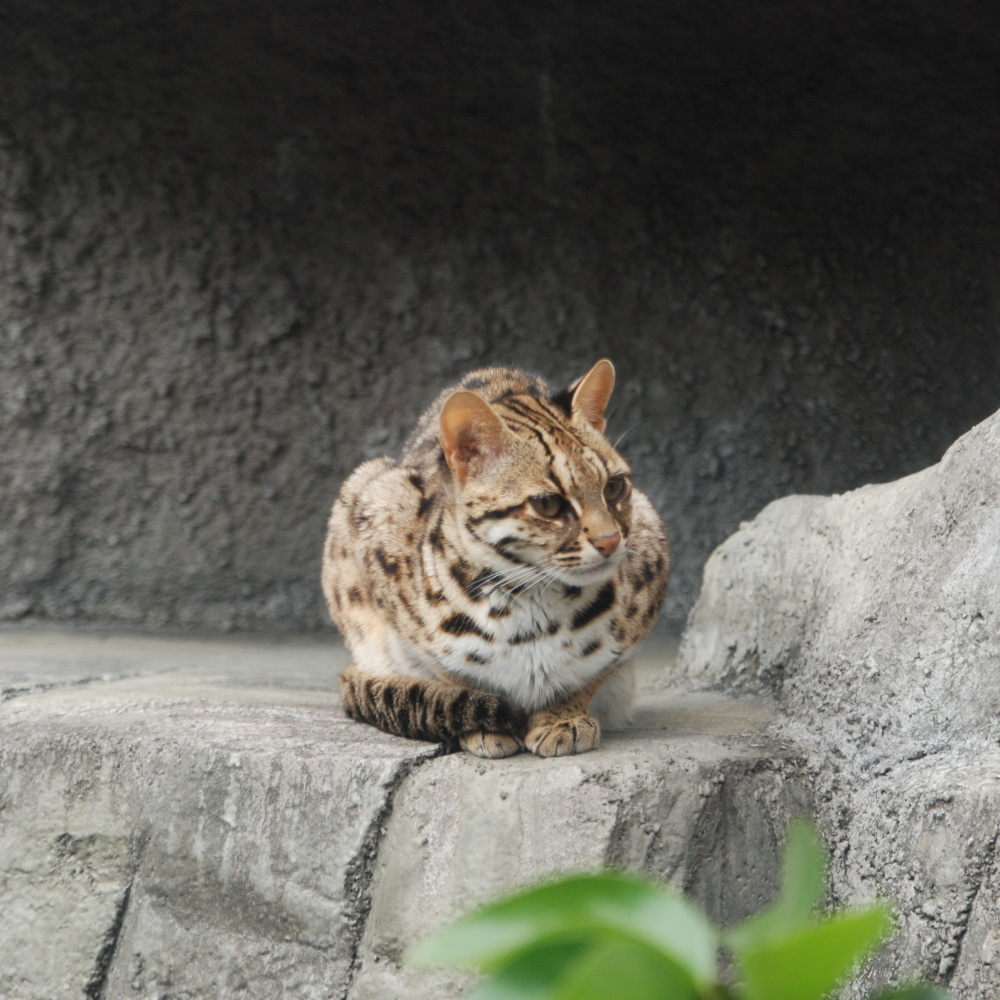
Un gat de Bengala en alerta

El gat de Bengala és solitari, amb l'excepció de la temporada de reproducció. Alguns estan actius durant del dia, encara que la majoria cacen de nit. Són àgils escaladors i passen molt de temps als arbres dels hàbitats en els que viuen. Descansen i s'amaguen als arbres, encara que també s'amaguen entre la densa vegetació espinosa del terra. A les plantacions d'oli de palma de Sabah, se'ls ha vist caçant fins a 4 metres per sobre del terra. En aquests hàbitats, els territoris dels mascles són més extensos que els de les femelles, amb una mitjana de 3,5 i 2,1 km² respectivament. Cada territori d'un mascle pot solapar-se amb el d'un o més femelles.
També poden nedar, encara que poques vegades ho fan. Emeten una varietat de vocalitzacions semblant a la del gat domèstic. Ambdós sexes marquen els seus territoris ruixant orina, dipositant excrements, fregant el cap i gratant amb les urpes, sobre objectes visibles.

## Dieta
El gat de Bengala és un animal carnívor que s'alimenta de petites preses que inclouen mamífers, llangardaixos, amfibis, ocells e insectes. A la major part del seu territori, els petits rosegadors com són rates i ratolins, formen la major part de la seva dieta, la qual sovint es complementa amb herba, ous, aviram, i preses aquàtiques. Són caçadors actius que acaben amb les seves preses llençant-se a sobre i mossegant-les ràpidament. A diferència que molt petits felins, no «juguen» amb el seu aliment, mantenint la subjecció amb les seves urpes fins que l'animal és mort. Això podria estar relacionat amb la relativament elevada proporció d'ocells que formen part de la seva dieta, donat que aquests poden escapar més fàcilment quan són alliberats que els rosegadors.

## Reproducció
No hi ha un període fix de reproducció a les parts més meridionals de la seva àrea de distribució, mentre que a les regions més fredes del nord tendeixen a aparellar-se entre els mesos de març i abril, quan el clima és prou temperat perquè els gatets que acaben de néixer el puguin suportar. El cicle estral té una durada d'entre 5 i 9 dies. Si els gatets no sobreviuen, la femella pot entrar de nou en zel i tenir una altra ventrada dins el mateix any.
Després d'un període de gestació que dura entre 60 i 70 dies, neixen entre 2 i 4 gatets dins d'un cau, on romanen fins que compleixen el primer mes. Els gatets pesen entre 75 i 130 grams quan neixen, i generalment doblen el seu pes a les 2 setmanes, tornant-lo a doblar a les 5 setmanes. Els recents nascuts obren els ulls al voltant del desè dia i comencen a menjar aliment sòlid als 23 dies, quan els surten els canins definitius. Els gats de Bengala viuen fins a 13 anys en captivitat.
Generalment s'aparellen durant tota la seva vida i crien als gatets conjuntament durant entre 7 i 10 mesos. Als 18 mesos assoleixen la maduresa total, encara que, en captivitat, els mascles estan preparats per aparellar-se als 7 mesos, i les femelles als 10 mesos.

## Estat de conservació

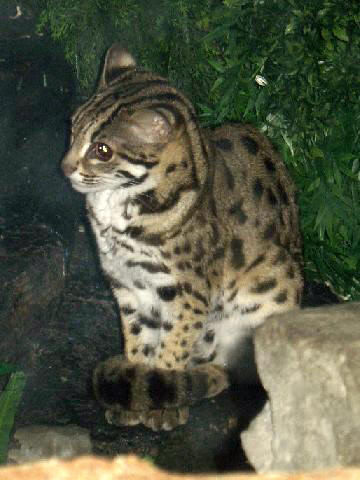
Un gat de Bengala al Bronx Zoo

A la Xina, el gat de Bengala és caçat principalment per obtenir-se la seva pell. Entre 1984 i 1989, es van exportar anualment unes 200.000 pells. Un estudi portat a terme el 1989 entre els principals comerciants de pells, va revelar l'existència de més de 800.000 pells en estoc. Des que la Unió Europea establí la prohibició d'importar-ne el 1988, el Japó ha esdevingut el principal comprador, important-ne 50.000 pells el 1989. Tot i que el seu comerç s'ha reduït molt, l'espècie continua sent caçada arreu de la major part de la seva àrea de distribució per obtenir-ne la seva pell i la seva carn, i per esdevenir mascotes. El gat de Bengala és considerat una plaga per l'aviram i en conseqüència és mort com a venjança.
A Myanmar, 483 parts del cos de com a mínim 443 individus foren vistes a 4 mercats estudiats entre 1991 i el 2006. Els nombres eren significativament més elevats que els d'espècies no amenaçades. Tres dels mercats estudiats estan situats a les fronteres amb la Xina i Tailàndia, i estan destinats a compradors internacionals, malgrat que la legislació de Myanmar protegeix completament el gat de Bengala. La implementació efectiva i l'aplicació del CITES és considerada inadequada.
Prionailurus bengalensis està inclòs dins l'Appendix II del CITES. A Hong Kong, l'espècie està protegida per les lleis. La població supera els 50.000 individus i encara que està en declivi, no està en perill d'extinció.
El gat de Bengala de Tsushima està catalogat en perill greu dins la Llista Vermella d'espècies amenaçades del Japó, i ha estat el focus d'un programa de conservació creat pel govern japonès des del 1995.

## Com a mascotes
És possible tenir un gat de Bengala com a mascota, encara que en molts llocs cal una llicència. Els requeriments de llicència poden variar segons la situació.
El gat de Bengala asiàtic (P. bengalensis bengalensis) sovint és aparellat amb el gat domèstic per produir cries híbrides conegudes com a gat de Bengala. Generalment es permet tenir aquests híbrids com a mascotes sense necessitat d'una llicència. Per als típics propietaris d'animals domèstics, les mascotes de gat de Bengala han de ser com a mínim de quarta generació. Les tres primeres generacions són generalment reservades per la reproducció.

## Taxonomia

### Història

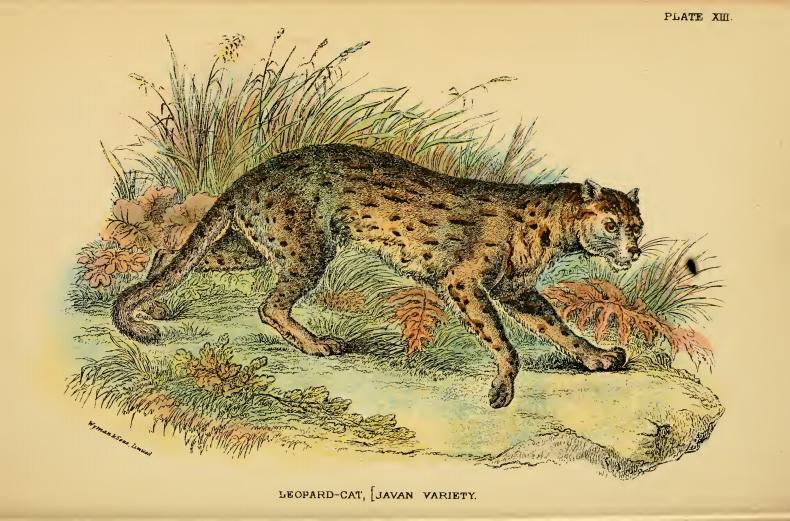
Il·lustració d'un gat de Bengala de Java del llibre "A hand-book to the Carnivora", escrit per Richard Lydekker el 1896

El 1792, Robert Kerr va descriure per primer cop un gat de Bengala amb el nom binomial de Felis bengalensis, en la seva traducció del Systema Naturae de Carl von Linné, donat que era natiu del sud de Bengala. Entre 1829 i 1922, diferents autors de 20 descripcions més, el classificaven tant com Felis com Leopardus. D'acord amb la seva variació individual del color de la pell, el gat de Bengala de l'Índia Britànica, fou descrit com Felis nipalensis del Nepal, Leopardus ellioti de l'àrea de Bombai, i Felis wagati i Felis tenasserimensis de Tenasserim. El 1939, Pocock el va subordinar al gènere Prionailurus. La col·lecció del Museu d'Història Natural de Londres està formada per diversos cranis i grans quantitats de pells de gat de Bengala originaris de diverses regions. A partir d'aquesta gran varietat de pells, va proposar diferenciar la subespècie del sud (Prionailurus bengalensis bengalensis), de les latituds més càlides de l'oest i l'est del golf de Bengala, de la del nord (Prionailurus bengalensis horsfieldi), a l'Himàlaia, la qual tenia un pelatge d'hivern més complet que la del sud. La seva descripció del gat de Bengala de les regions de Gilgit i Karachi sota el nom trinomial Prionailurus bengalensis trevelyani, està basada en set pells que tenien un pelatge més llarg, pàl·lid i grisenc que les de l'Himàlaia. Suposà que la subespècie trevelyani vivia en hàbitats més rocosos i menys boscosos que les subespècies bengalensis i horsfieldi.
Entre 1837 i 1930, pells i cranis que provenien de la Xina foren descrits amb els noms Felis chinensis, Leopardus reevesii, Felis scripta, Felis microtis, decolorata, ricketti, ingrami, anastasiae i sinensis, i posteriorment agrupats sobra el nom trinomial Felis bengalensis chinensis. A principis del segle xx, un explorador britànica va aconseguir pells de l'illa de Tsushima. Oldfield Thomas les va classificar sota el nom Felis microtis, el qual havia estat descrit per primer cop per Henri Milne-Edwards el 1872.
Dues pells de Sibèria va motivar Daniel Giraud Elliot a escriure una descripció detallada de Felis euptilura el 1871. Una era una il·lustració de Gustav Radde d'un gat salvatge, mentre que l'altre era part d'una col·lecció del Zoo de Londres. El color d'ambdues pells era un groc marronós clar, molt barrejat amb gris i cobert de taques de color vermell marronós, i amb el cap gris amb ratlles de color vermell fosc a la barbeta. El 1922, Tamezo Mori va descriure una pell similar, encara que d'un color gris més clar, originària de les proximitats de Mukden, a Manxúria, que va anomenar Felis manchurica. Posteriorment ambdues foren agrupades sota el nom trinomial Felis bengalensis euptilura. Als anys 70 i 80, el zoòlegs russos Heptner, Grómov i Barànova van manifestar el seu desacord amb aquesta classificació. Van fer èmfasi en les diferències entre les pells i els cranis que tenia a la seva disposició i les que provenien del sud-est asiàtic, i van crear el terme Amur forest cat, el qual consideraven una espècie diferent. El 1987, els zoòlegs xinesos assenyalaren l'afinitat del gat de Bengala del nord de la Xina, el gat d'Amur i el gat de Bengala de les latituds meridionals. En vista de les similituds morfològiques no van donar suport a la classificació del gat d'Amur com a espècie.
Anàlisis moleculars de 39 mostres de teixit de gat de Bengala van suggerir una distinció entre els individus del nord, a Tsushima, Coera, Sibèria, la Xina i Taiwan, i els individus del sud-est asiàtic.

### Subespècies

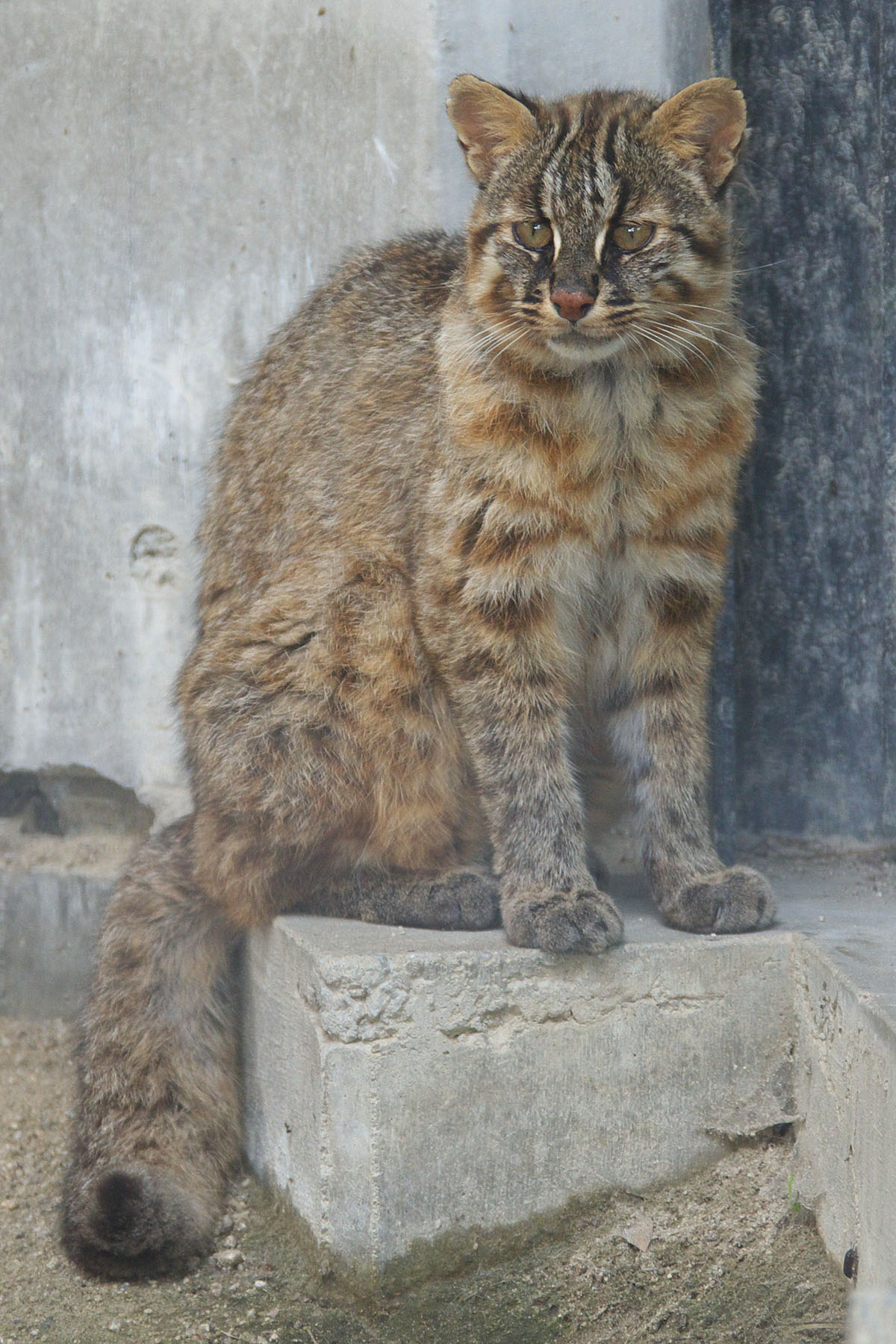
Gat de Bengala de Tsushima

Actualment, hi ha reconegudes les subespècies següents:
- Prionailurus bengalensis bengalensis (Kerr, 1792) — a l'Índia, Bangladesh, Myanmar, Tailàndia, la península de Malaca, Indoxina i Yunnan, a la Xina[15]
- Prionailurus bengalensis javanensis (Desmarest, 1816) — a Java i Bali[25]
- Prionailurus bengalensis sumatranus Horsfield 1821) — a Sumatra i Tebing Tinggi[25]
- Prionailurus bengalensis chinensis (Gray 1837) — a Taiwan i la Xina, excepte a Yunnan[15]
- Prionailurus bengalensis horsfieldi (Gray 1842) — al Caixmir, al Panjab, Kumaon, Nepal, Sikkim i Bhutan[15]
- Prionailurus bengalensis euptailurus (Elliott 1871) — a l'est de Sibèria, a Manxúria, a Corea[15] i l'illa de Tsushima a l'estret de Corea[23]
- Prionailurus bengalensis borneoensis (Brongersma 1936) — a Borneo[25]
- Prionailurus bengalensis trevelyani (Pocock 1939) — a nord del Caixmir i el Panjab, i al sud del Balutxistan[15]
- Prionailurus bengalensis alleni (Sody, 1949) — a Hainan
- Prionailurus bengalensis iriomotensis (Imaizumi, 1967) — viu exclusivament a la petita illa d'Iriomote, una de les illes Ryukyu, al Japó[26]
- Prionailurus bengalensis heaneyi (Groves 1997) — a l'illa filipina de Palawan[25]
- Prionailurus bengalensis rabori (Groves 1997) — a les illes filipines de Negros, Cebu i Panay.[25]

La subespècie d'Iriomote fou proposada com a espècie el 1967, però degut a anàlisis de l'ADN mitocondrial fetes als anys 90, actualment és considerada una subespècie. El gat de Bengala de Tsushima viu exclusivament a l'ill a de Tsushima. Inicialment considerat com a pertanyent a les subespècies xineses, actualment aquesta població està classificada com Prionailurus bengalensis euptailurus.